# Kim-böckerna
Kim-böckerna är en serie ungdomsdeckare, som den danske författaren Bengt Janus Nielsen gav ut under pseudonymen Jens K. Holm. Sammanlagt kom det ut 25 böcker i serien mellan 1957 och 1973. 11 av böckerna finns översatta till svenska; 5 av dem finns i två svenska översättningar vardera. Böckerna handlar om skolpojken Kim från Köpenhamn, som tillbringar sommarloven hos släktingar i ett litet fiskeläge på Själland där han ständigt råkar ut för mysterier, som han löser tillsammans med sina kamrater Erik (i vissa sv. översättningar "Tompa"), "Brille" (i vissa sv. översättningar "Brillis" el. "Jeppe") och Katja. Alla historierna berättas i jag-form av Kim själv.
Under 1970-talet gjordes en engelskspråkig TV-serie med namnet "Kim & Co." - men den hade inte mycket mer än huvudpersonernas namn gemensamt med böckerna.